# Gilbert Van Binst
Gilbert Van Binst (5. července 1951 Machelen – 3. ledna 2025 Zaventem) byl belgický fotbalový obránce. S belgickou reprezentací získal bronzovou medaili na mistrovství Evropy v roce 1972, byť do bojů na závěrečném turnaji nezasáhl. Za národní tým nastupoval v letech 1972–1977 a odehrál za něj 15 utkání, v nichž vstřelil jeden gól. Na klubové úrovni hrál za Anderlecht Brusel (1968–1980), Toulouse (1980–1981) a Bruggy (1981–1983). S Anderlechtem vyhrál Pohár vítězů pohárů 1975–76 (kapitán týmu) a 1977–78 (ve finále vstřelil dvě branky). Získal s ním dvakrát i Superpohár UEFA (1976, 1978). Dvakrát se s ním stal mistrem Belgie (1971–72, 1973–74) a čtyřikrát triumfoval v belgickém poháru (1971–72, 1972–73, 1974–75, 1975–76). Po skončení hráčské kariéry se stal trenérem.
Na konci života trpěl Parkinsonovou nemocí. Zemřel 3. ledna 2025 v belgickém Zaventemu.